# Hamilton MacFadden
Hamilton MacFadden est un réalisateur américain, né le 26 avril 1901 à Chelsea (Massachusetts) et mort le 16 janvier 1977 à Forest Hills (New York).

## Biographie
Il commence sa carrière comme acteur puis, au début des années 1930, il est engagé comme réalisateur à Hollywood par la Compagnie Fox. Il réalise notamment L'Amant de minuit (1930) avec Jeanette MacDonald et Le Ministère des amusements (1934) avec Shirley Temple. Par la suite, il redevient un acteur de seconds rôles.

## Filmographie partielle

### Comme réalisateur
- 1930 : Harmony at Home
- 1930 : Crazy That Way
- 1930 : L'Amant de minuit (Oh, For a Man!)
- 1931 : Charlie Chan Carries On
- 1931 : The Black Camel
- 1931 : Their Mad Moment
- 1931 : Riders of the Purple Sage (en)
- 1932 : Cheaters at Play
- 1933 : The Man Who Dared
- 1933 : Charlie Chan's Greatest Case
- 1934 : Elinor Norton (en)
- 1934 : As Husbands Go
- 1934 : Miss risque tout (Hold That Girl)
- 1934 : Le Ministère des amusements (Stand Up and Cheer!)
- 1937 : Escape by Night (en)
- 1937 : Sea Racketeers (en)
- 1942 : Inside the Law (en)

### Comme acteur
- 1931 : The Black Camel
- 1938 : Sharpshooters de James Tinling
- 1939 : Charlie Chan à Reno (Charlie Chan in Reno) de Normam Foster
- 1940 : Quai numéro treize (Pier 13) d'Eugene Forde
- 1940 : Michael Shayne, Private Detective d'Eugene Forde
- 1941 : Sleepers West d'Eugene Forde
- 1941 : Dressed to Kill d'Eugene Forde
- 1942 : Young America de Louis King